# Il Moro di Venezia
Il Moro di Venezia è stata l'imbarcazione italiana sfidante per l'edizione del 1992 della Coppa America.

## Descrizione
Voluta da Raul Gardini, che con lo stesso nome aveva già posseduto tre maxi yacht, e sostenuta dall'impegno economico e tecnologico della Montedison, presso la sede della Compagnia della Vela di Venezia (cantiere Tencara) quella de Il Moro fu la terza partecipazione italiana alla Coppa dopo Azzurra (edizioni 1983 e 1987) e Italia (edizione 1987).
Dopo prove in vasca a Roma con 20 modelli, vennero varati 5 diversi scafi per Il Moro:
- Il Moro di Venezia I (numero velico ITA 01), varato a Venezia l'11 marzo 1990[1][2]
- Il Moro di Venezia II (numero velico ITA 07), varato a Puerto Portals il 7 agosto 1990[3][4]
- Il Moro di Venezia III (numero velico ITA 15), varato a San Diego il 15 aprile 1991[5]
- Il Moro di Venezia IV (numero velico ITA 16), varato a San Diego il 15 giugno 1991
- Il Moro di Venezia V (numero velico ITA 25), varato a San Diego il 16 dicembre 1991

L'ultima evoluzione fu anche quella che risultò più competitiva ed affidabile per cui il 24 gennaio 1992, al termine del periodo di prova sul campo di gara, venne ufficialmente prescelta per competere nella Louis Vuitton Cup.
Timonato da Paul Cayard, dopo essersi qualificato come terzo al termine del fase a round robin Il Moro eliminò in semifinale i francesi di Le Défi Français con FRA 27 Ville de Paris e i giapponesi di Nippon Challenge con JPN 26 Nippon.
In finale sconfisse i neozelandesi di New Zealand Challenge NZL 20 New Zealand, aggiudicandosi la Louis Vuitton Cup e acquisendo il diritto a contendere la Coppa America all'imbarcazione statunitense America³ con USA 23, divenendo così la prima imbarcazione di un paese non anglofono a poter ambire alla coppa in 141 anni di storia del trofeo. Nella Coppa America venne sconfitta per 1-4 dalla barca nordamericana.

### Organigramma del sindacato "Il Moro di Venezia"

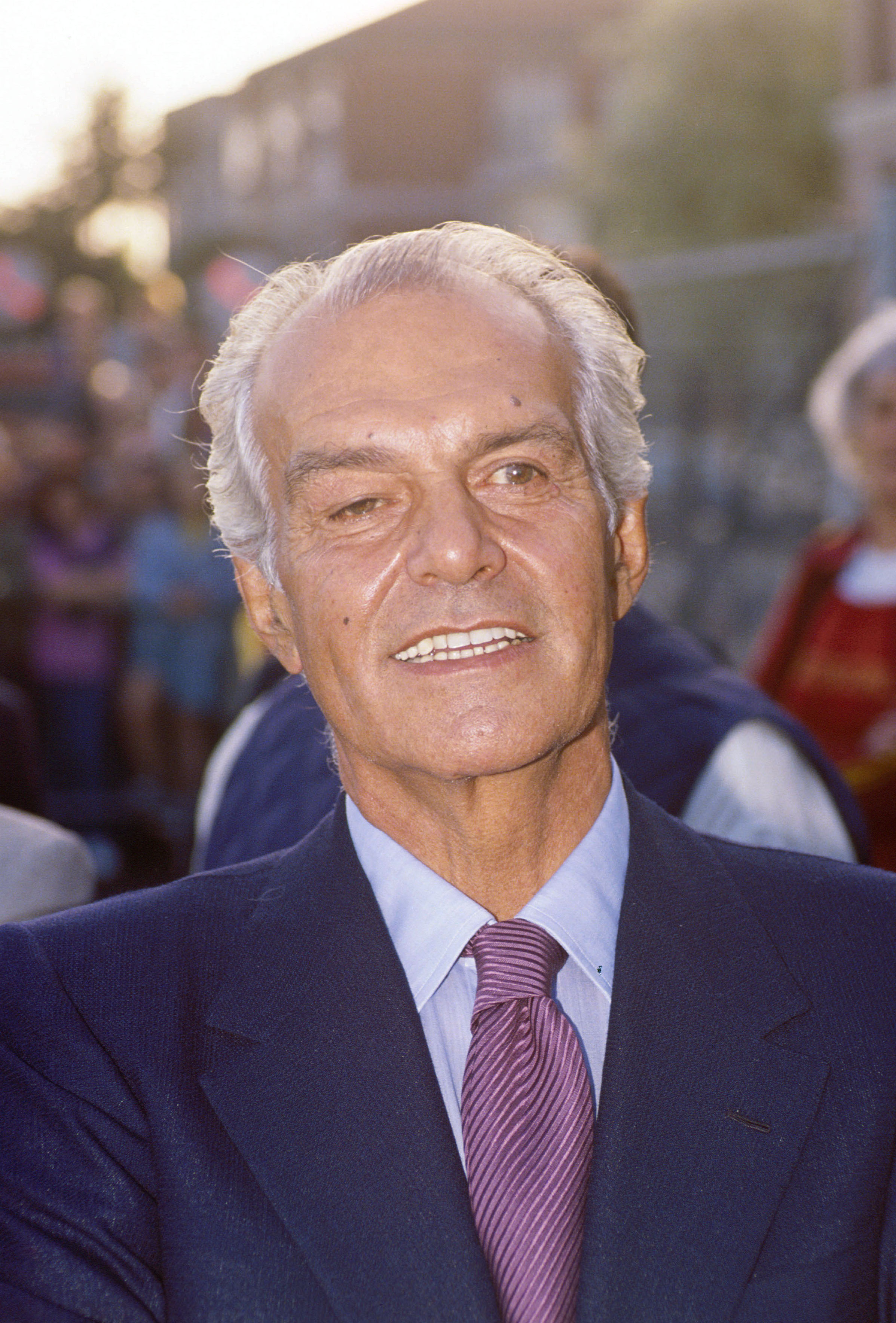
Raul Gardini, presidente capo del sindacato

- Presidente capo del sindacato: Raul Gardini
- Vice presidente - coordinatore della partecipazione tecnologica Montedison: Italo Trapasso
- Skipper - general manager: Paul Cayard
- Direttore amministrativo: Gabriele Rafanelli
- Progettista dello scafo: Germán Frers
- Responsabile delle tecnologie di progettazione e della ricerca: Robert Hopkins jr.
- Responsabile costruzione scafi - direttore cantiere Tencara: Fernando Sena
- Responsabile gestione operativa: Laurent Esquier
- Gruppo progettazione: Giovanni Belgrano, Micky Costa, Nostor Fourcade, Debora Gallazzi, Claudio Maletto, Raffaele Marazzi, Leopoldo Murcho, Francesco Ricci, Oliver Yates
- Tecnologie di progettazione e ricerca: Roberto Biscontini, Roberto Vergara, Walter Michelini, Mario Caponetto, Mark Downey, Lars Larsson
- Progettista albero: Chris Mitchell
- Progettista vele: Guido Cavalazzi
- Ricerca applicata alle vele: Michael Richelsen
- Responsabile veleria - programma vele: Davide Innocenti, Guido Cavalazzi
- Veleria: Dave Allen, Remi Aubrun, Paolo Badiali, Stefano Bertuccelli, Stefano Butelli, Philippe Echivard, Paolo Favaro, Marco Giannoni, Joan Paige Lahman, Andrea Marengo, Claudio Marullo, Michele Merani, Nick Moloney, Maria Pelliccia, Craig Phillips, Marcelo Silva
- Analisi performance delle barche - responsabile: Roberto Albertani, componenti: Enrico Benco, John Craig, Roberto de Bacco, Ray Marchetta, Francesco Monti, Roberto Pigni, Dale Winlow
- Responsabile shore team: Graeme "Frizzle" Freeman
- Responsabile shore team Tencara: Allegrini Mauro
- Shore team: Mirco Beraldo, Marc Cosbey, Matthew Driscoll, Bradley Fitzgerald, Davis Gregg, Giuseppe Lorenzini, Rick Melzer, Harry Powell, Chris Rand, Nelson Scherer, Richard Searle, Justine Strickland, Paolo Tagliapietra, Claudio Trentin, Peter Warren
- Amministrazione - responsabile: Luca Egidi
- Servizi generali - responsabile: Mauro Uggè
- Amministrazione e servizi generali: Piervittorio Braga, Giulia Calzati, Salvatore Campo, Stefano Costa, Flavia Doro, Michele Del Vecchio, Anna Macomber, Emilia Mupo, Giuseppina Randazzo, Monica Rossi, Greg Thomas, Sanja Vucurevic
- Assistenza medica: Massimo Massarini
- Allenatori: John Kolius, Steve Erickson, Andrea Madaffari (preparatore atletico)
- Budget dichiarato: 60 milioni di dollari

### Team velico
I vincitori della Louis Vuitton Cup 1992 sono stati  premiati con la medaglia d’oro al Valore atletico in occasione della 1148ª Giunta Nazionale CONI, tenuta il 17 aprile 2024 a Roma. A premiare il team erano presenti il Presidente Malagò e il Ministro per lo Sport e i Giovani, Andrea Abodi.
- Skipper e timoniere: Paul Cayard
- Tattico: Enrico Chieffi

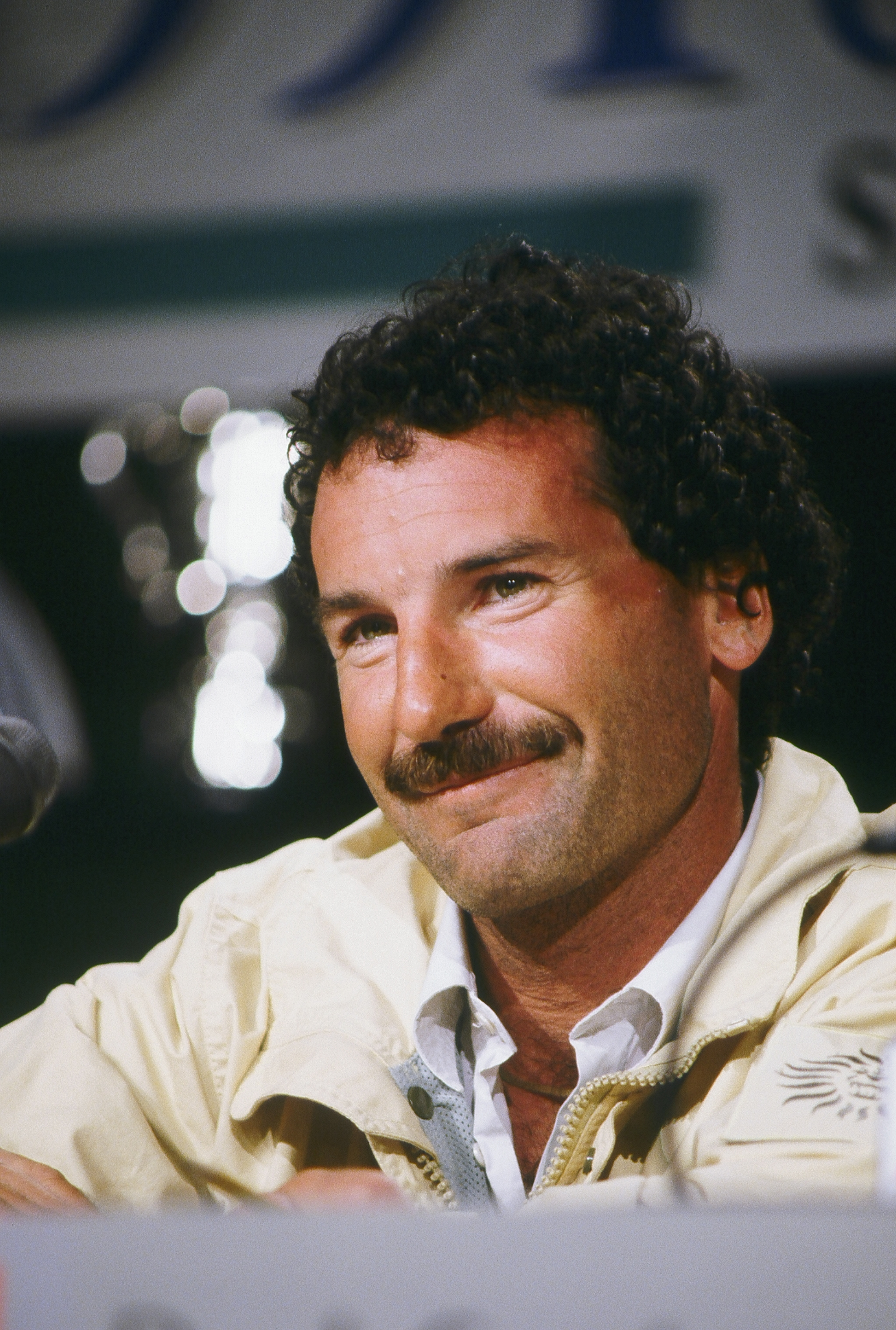
Paul Cayard, skipper, general manager e timoniere

- Navigatori: Robert Hopkins, Enrico Chieffi
- Randa: Andrea Mura
- Grinder randa: Daniele Bresciano
- Tailer genoa: Lorenzo Mazza, Duilio Coletti, Luca Dignani, Alessio Pratesi
- Grinder genoa: Andrea Madaffari, Massimo Galli, Massimo Procopio, Sergio Mauro, Graziano Bellomo
- Grinder genoa - assistente albero: Davide Tizzano, Francesco Rapetti
- Albero: Andrea Merani
- Assistente albero: Marco Cornacchia, Vittorio Landolfi
- Drizze: Sandro Spaziani
- Assistente drizze: Marco Schiavuta, Gabriele Bassetti
- Prodiere: Paolo Bottari, Alberto Fantini

### Barche
ITA 25 - Il Moro di Venezia V
- Lunghezza fuori tutto: 22,90 m.
- Lunghezza al galleggiamento: 17,88 m.
- Larghezza 5,50 m. Pescaggio circa 4,00 m.
- Dislocamento 24500 kg.
- Superficie velica randa 225,50 m².
- Superficie velica 326,60 m².
- Superficie velica spinnaker 490 m².

## La fine dei cinque Mori di Venezia

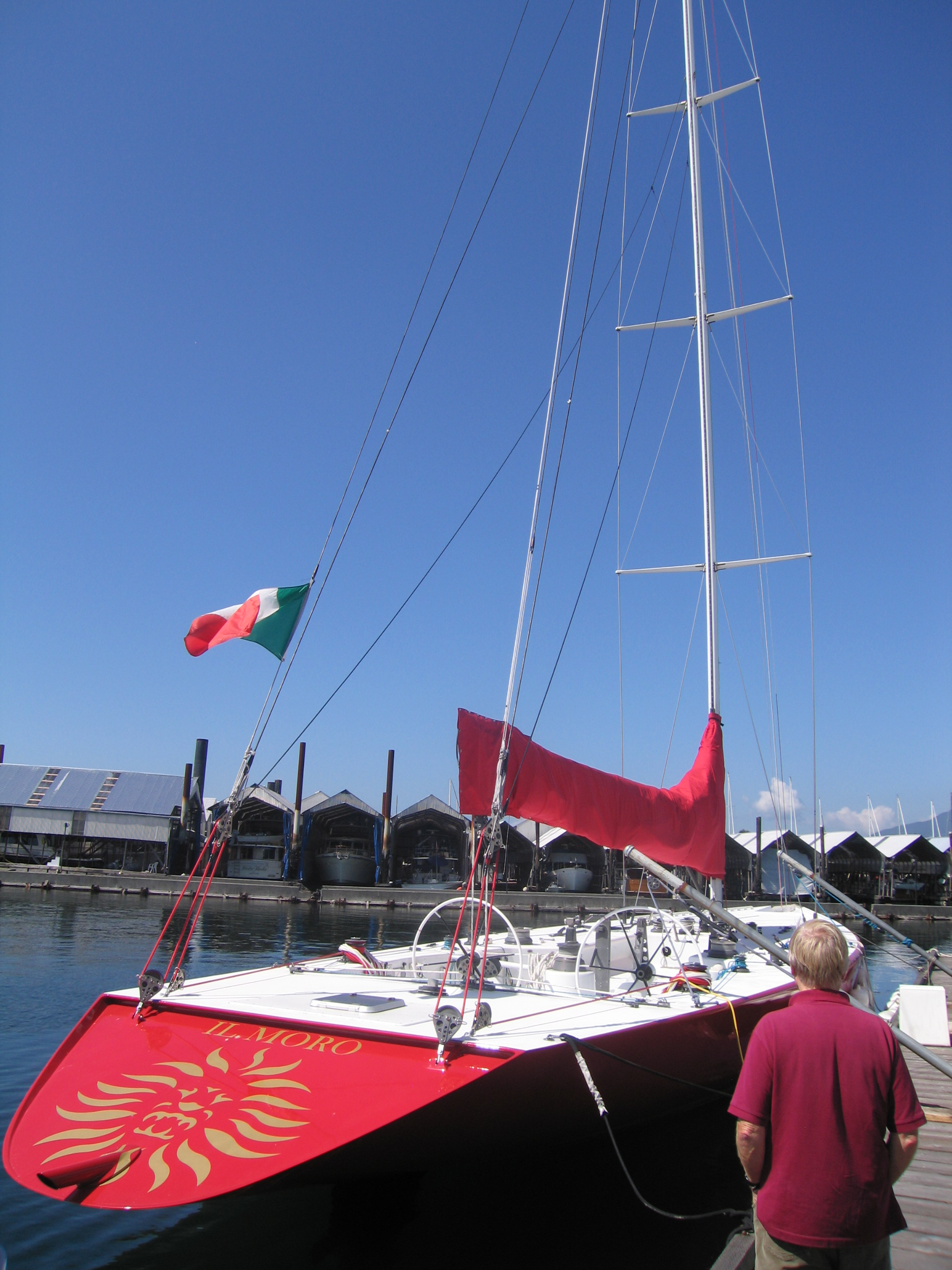
Il Moro di Venezia I (ITA 01)

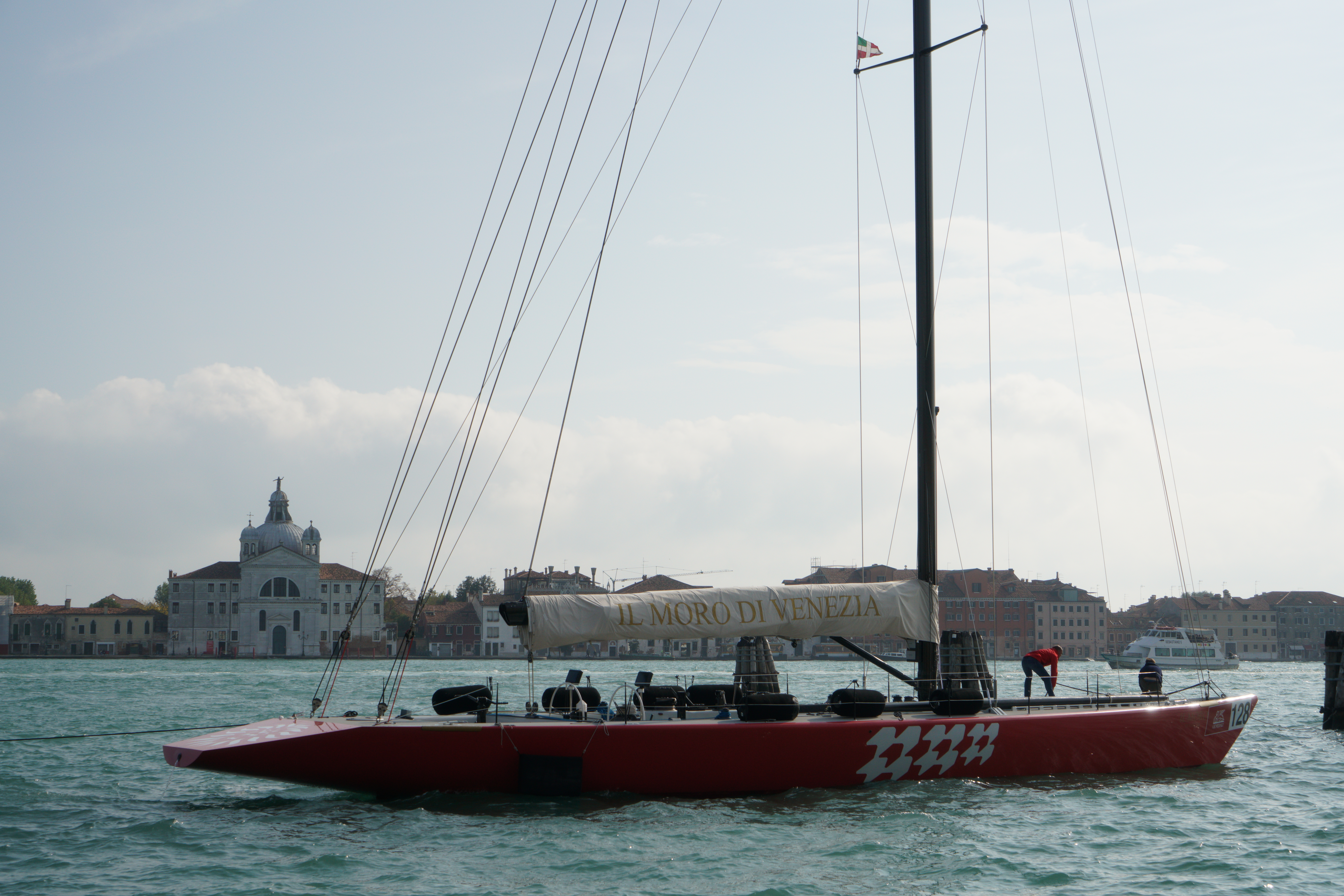
Il Moro di Venezia II (ITA 07) nel 2019 a Venezia

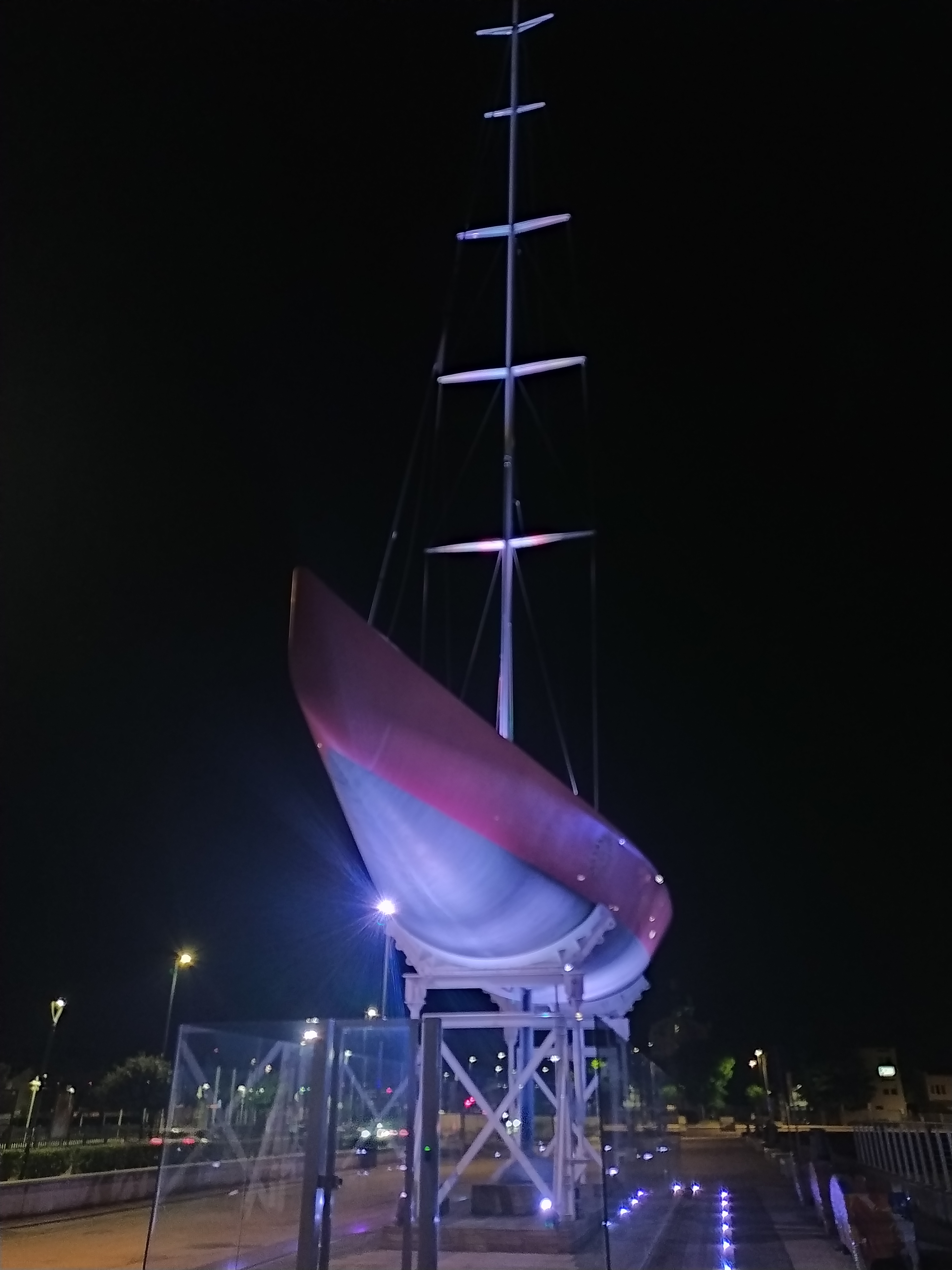
Moro di Venezia III (ITA-15) darsena del Porto di Ravenna

### Il Moro di Venezia I(ITA 01)
Nel 1994 è stata acquistata da una squadra russa con la quale ha regatato nel Campionato del Mondo IACC 1994, ma non è mai riuscito a prendere parte alla Louis Vuitton Cup 1995. Recuperata da una banca, è stata acquistata nel 1998 da un uomo d’affari di Chicago che ha installato un motore e ha navigato per un paio di anni a San Diego, prima che ancora una volta cadesse vittima delle banche. Tina Kleinjan e John Sweeney la acquistarono nel 2001, aggiungendola alla propria flotta di barche IACC a San Francisco. Venne completamente restaurata, riverniciata e le venne rifatto il sartiame, divenne così pronta per gareggiare contro altre imbarcazioni IACC nella baia di San Francisco. È stata venduta per la penultima volta nel 2006, l'ultima nel 2017, ed è attualmente ormeggiata a Nord di Vancouver.

### Il Moro di Venezia II(ITA 07)
Utilizzato come barca per allenamenti prima della Louis Vuitton Cup. Prima del mondiale IACC del 1991 subì la rottura dell'albero, considerato lo scafo più lento tra quelli progettati fu rispedita in Italia e restò ferma per molto tempo. La rinascita dell’imbarcazione la si deve ai nuovi armatori Serena Zanelli ed Enrico Prataiola, che la ricostruiscono. Ora è di proprietà di Gianfranco Natali ed è seguita da un gruppo di velisti che avevano fatto parte dell'equipaggio originale del Moro. È facile vederla ormeggiata all'interno dell'Arsenale di Venezia come testimonial del Salone nautico di Venezia. Partecipa infatti ai più prestigiosi ed importanti eventi velici dell’Alto Adriatico e permette a tanti appassionati di poter rivivere il sogno di quelle indimenticabili notti magiche.

### IlMoro di Venezia III(ITA-15)
Ha vinto il Campionato del Mondo IACC 1991, ed è stato usato come una barca di prova prima della Louis Vuitton Cup. Acquistato nel 1995 da Diego Della Valle in vista di una sua possibile sfida condotta da Paul Cayard ha navigato a San Diego con numerosi ospiti e potenziali sponsor durante l'edizione vinta da Team New Zealand. Dopo alcuni anni è stato donato dall'armatore alla Autorità Portuale di Ravenna che l'ha prima collocata in prossimità della sua sede e poi spostata in testa alla darsena del Porto di Ravenna in posizione visibile al pubblico con una cerimonia avvenuta nel 2021. Ora è a pochi passi dal centro storico come il simbolo della sfida velistica al mondo di Gardini e della sua Ravenna.

### IlMoro di Venezia IV(ITA-16)
Usata come una barca di prova, che mai gareggiò nella Louis Vuitton Cup. Acquistata da un team americano, PACT 95, è stata ribattezzata Spirito di Unum e ri-designato USA-16. Ha regatato nel Campionato del Mondo IACC 1994 ed è stata usata come una barca di prova per il 1995. Nel 2006, dopo essere stata coinvolta in un incidente è stata venduta a Tom Cahalane e spedita a Ventura, in California. Nel mese di ottobre 2009, è stata acquisita da Stephen Pattison & Mark Niblack, è tornata nella sua città natale a San Diego, dove è in fase di restauro e si unirà ad USA-11 come imbarcazione scuola.
Usato per gite di famiglia o eventi di promozione aziendale, i proprietari sono un medico e un ufficiale dei Marines in pensione.

### IlMoro di Venezia V(ITA-25)
Nel 1997 è stata acquistata dal sindacato di Paul Cayard AmericaOne per essere usata come barca lepre. Venne poi comprato da Seattle Challenge nel 2001 per poi cambiare di nuovo proprietario e arrivare a Bill Koch, il quale lo restaurò completamente. Il Moro tornò a gareggiare, ancora una volta contro USA-23 durante l’America’s Cup Jubilee Regatta a Cowes, Regno Unito. Il Moro si riunì di nuovo per l’ultima volta con il suo vecchio avversario USA-23 nel 2005, in esposizione davanti al Boston Museum of Fine Arts (MFA).
Attualmente, nel 2021, è in stato di abbandono e si trova nelle pertinenze del Nauticus Marina, il porticciolo turistico privato di proprietà dello stesso Koch a Osterville. La barca è visibile da Google Maps.